# New Kids on the Block (série télévisée)
New Kids on the Block est une série d'animation américaine en quinze épisodes de 22 minutes diffusés sur ABC entre le 8 septembre et le 14 décembre 1990. Elle se concentre sur les aventures du groupe New Kids on the Block.

## Fiche technique
Sauf indication contraire, les informations mentionnées dans cette section peuvent être confirmées par la base de données cinématographiques IMDb,  présente dans la section « Liens externes ».
- Titre original : New Kids on the Block
- Réalisation : Mario Piluso et Dominic Orlando
- Scénario : Kayte Kuch, Sheryl Scarborough, John Besmehn, John Schulte, Mark McCorkle, Bob Schooley, Charles M. Howell IV, Gordon Bressack, Janis Diamond, Bruce Faulk, Phil Harnage, Kevin O'Donnell, Mario Piluso, Chris Weber et Karen Willson
- Photographie :
- Musique : Murray McFadden et Timothy Mulholland
- Casting : Susan Blu et Marsha Goodman
- Montage : Gregory K. Bowron, Richard Bruce Elliott, Allan Gelbart, R.L. Shontell et Joe Lewis
- Animation : Greg Sullivan
- Production : Kevin O'Donnell, Mario Piluso et Eric Schotz
  - Producteur délégué : Andy Heyward, Robby London, Dick Scott et Maurice Starr
  - Producteur associé : Jack Spillum, Tom McGough et John Yamaguchi
- Sociétés de production : DIC Animation City et Big Step Productions
- Société de distribution : ABC
- Chaîne d'origine : ABC
- Pays d'origine :  États-Unis
- Langue originale : anglais
- Genre : Animation
- Durée : 22 minutes

## Distribution

### Acteurs principaux
- David Coburn : Nikko et Donnie Wahlberg
- Loren Lester : Jordan Knight
- Scott Menville : Joe McIntyre
- Brian Stokes Mitchell : Danny Wood
- Matt E. Mixer : Jonathan Knight
- Dave Fennoy : Dick Scott
- J. D. Hall : Bizcut
- Pat Fraley : Hubbie
- Theresa Saldana : Rosa

### Acteurs secondaires et invités
- Josh Keaton : Albert
- Dorian Harewood : Maurice Starr
- Janna Levinstein
- Patricia Alice Albrecht
- Susan Blu
- Thom Bray
- Hamilton Camp
- Jennifer Darling
- Michael Horse
- Clyde Kusatsu
- Sherry Lynn
- Kenneth Mars
- Rob Paulsen
- Maggie Roswell
- Cree Summer
- Michael Winslow
- Jordan Knight : lui-même
- Jonathan Knight : lui-même
- Joey McIntyre : lui-même
- Donnie Wahlberg : lui-même
- Danny Wood : lui-même

## Épisodes
1. The New Kid in the Class
2. Sheik of My Dreams
3. In Step… Out of Time!
4. Cowa-BONK-a
5. Kissed, Missed, and Double D'ist
6. D'ist Dream Date
7. Hot Dog!
8. Overnight Success
9. The Legend of the Sandman
10. Homeboys on the Range
11. New Heroes on the Block
12. The New Kids Off the Wall
13. Rewind Time
14. Christmas Special